# 田中俊廣
田中 俊廣（たなか としひろ、1949年（昭和24年）9月 - ）は、日本の詩人。活水女子大学文学部現代日本科教授。早稲田大学教育学部卒業。長崎県長崎市在住。長崎県五島市生まれ。
長崎新聞の「新春文芸」短篇小説部門選者や五島列島小中・高校生短歌・俳句コンクールの俳句選者などを務める。
毎日新聞西部本社の文芸時評を担当。長崎原爆平和祈念「詩の夕べ」に参加。長崎県立長崎図書館「郷土文学資料収集に関する会議」の助言者でもある。詩集『時の波打際』にて2008年、第8回日本キリスト教文学会賞を受賞。

## 著書
- 詩集『西行の麦笛』、七月堂、1987
- 大塚梓と共編著『伊東静雄 青春書簡－詩人への序奏』、本多企画、1997
- 詩集『水族として』、七月堂、2000
- 『痛き夢の行方　伊東静雄論』、日本図書センター、2003
- 『感性の絵巻・仲町貞子－作品とその生涯』、長崎新聞社、2004
- 詩集『時の波打際』、思潮社、2008